# Rhombodera lingulata
Rhombodera lingulata är en bönsyrseart som beskrevs av Carl Stål 1877. Rhombodera lingulata ingår i släktet Rhombodera och familjen Mantidae. Inga underarter finns listade i Catalogue of Life.